# Scheich

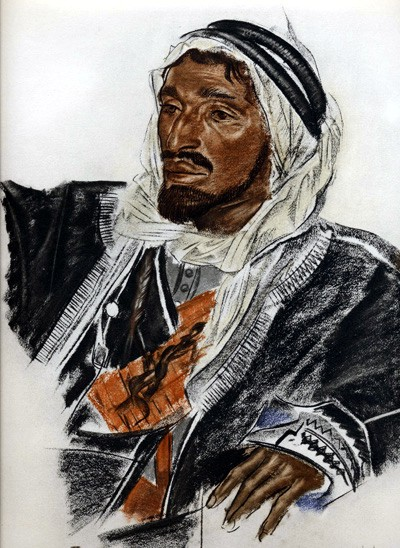
Bildnis eines 'Scheichs': Der Scheich Sattam de Haddadin von Palmyra, vom russischen Maler Alexander Jewgenjewitsch Jakowlew um 1931 gezeichnet.

Das Wort Scheich (arabisch شيخ Schaich, DMG šaiḫ ‚Greis, Alter, alter Mann‘, Plural Schuyūch / شيوخ / šuyūḫ oder Maschāyich / مشايخ / mašāyiḫ) ist ein arabischer Ehrentitel, der seit vorislamischer Zeit für Männer von Rang und Namen verwendet wird. Er wird, oft im Sinne von „Geistiger Führer“, sowohl in weltlichen als auch in religiösen Zusammenhängen benutzt. Allerdings ist auch ein gewisses Alter Voraussetzung für die Führung des Titels. Ibn Manzūr definierte in seinem arabischen Lexikon Lisān al‑ʿArab den Scheich als jemanden, „dessen Alter fortgeschritten ist und dessen Haar weiß geworden ist.“
Der Titel wird manchmal auch Frauen gegeben, dann in der Regel in der Form Scheicha (arabisch شيخة, DMG Šaiḫa). Dabei handelt es sich oft um die Ehefrau, Tochter oder Mutter eines Scheichs, manchmal aber auch um eine Gelehrte (siehe ʿUlamā'). Alle Mitglieder der Herrscherfamilien Bahrains, Kuwaits, Katars und der VAE tragen den Titel ebenfalls.

## Als weltlicher Titel
In der vorislamischen arabischen Stammesgesellschaft bezeichnete „Scheich“ das Oberhaupt eines Stammes oder Clans. Später wurde er auch für die Oberhäupter von anderen Gruppen verwendet, so zum Beispiel von Zünften oder den Männerbünden der Futuwwa, oder für den Vorsteher eines Ortes, den Scheich al-Balad (šaiḫ al-balad). Auch auf politischer Ebene wurde der Begriff verwendet. So wurde zum Beispiel bei den Hafsiden der Wesir als „Scheich der Almohaden“ (šaiḫ al-muwaḥḥidīn) bezeichnet, weil sich die Hafsiden als Erben der Almohaden betrachteten. Ibn Battuta berichtet, dass zu seiner Zeit die Bewohner von Mogadischu ihren Sultan als Scheich titulierten. Die Osmanen verwendeten den Titel Scheich al-Balad im 18. Jahrhundert für den mächtigsten Bey in Kairo.
Im Kalifat von Sokoto war, wenn man vom „Scheich“ sprach, üblicherweise der Staatsgründer Usman dan Fodio (gest. 1817) gemeint. Noch heute gibt es in der Golfregion verschiedene Herrschaftsgebiete, deren Oberhäupter als Scheich tituliert werden.

## Als religiöser Titel
Der Scheich-Titel findet darüber hinaus in verschiedenen religiösen Zusammenhängen Verwendung. So wurden zum Beispiel die beiden ersten Kalifen Abū Bakr und Umar ibn al-Chattab häufig als „die beiden Scheiche“ (aš-šaiḫāni) bezeichnet. Der gleiche Ausdruck wurde auch für die Autoren der beiden bedeutendsten Hadith-Sammlungen, al-Buchārī und Muslim ibn al-Haddschādsch, verwendet. Die syrischen Nizāriten, die in Europa unter dem Namen Assassinen bekannt waren, bezeichneten ihr Oberhaupt Raschid ad-Din Sinan als Scheich al-Dschabal („der Alte vom Berge“). Im Osmanischen Reich nannte man den Mufti von Istanbul, der an der Spitze der religiösen Hierarchie des Staates stand, als Scheich al-Islam. In ähnlicher Funktion begegnet der Begriff auch heute noch in Ägypten. Hier bezeichnet der Titel Schaich al-Azhar den Leiter der Azhar, einer religiösen wissenschaftlichen Institution, zu der die al-Azhar-Universität, die Akademie für islamische Untersuchungen und die al-Azhar-Moschee gehören und die damit die wichtigste religiöse Autorität im Staat darstellt. 

### Im Sufismus

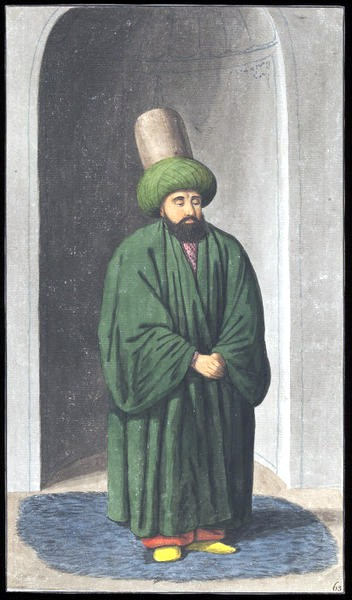
Scheich der Rifāʿī-Derwische, unbekannter griechischer Maler, 1809

Eine besonders große Bedeutung hat das Scheich-Konzept in der Sufik erhalten. Er bezeichnet hier den spirituellen Meister, der den Menschen auf den mystischen Pfad (Tarīqa) führt. Gegenpart zum Scheich ist in der sufischen Terminologie der Murīd (wörtlich „der Wollende“). Damit wird derjenige bezeichnet, der den Willen hat, unter Anleitung eines Scheichs den Pfad der Erkenntnis zu beschreiten. Der richtige Umgang des Murīd mit seinem Scheich gehört zu den wichtigsten Regeln der Sufik. Um in seinen Bemühungen erfolgreich zu sein, muss sich der Murīd ganz der Autorität seines Scheichs unterwerfen. Zur Begründung dieser Lehre wird in den sufischen Handbüchern meist auf die koranische Erzählung über Mose und den Gottesknecht (Sure 18:60–82) verwiesen, der in der islamischen Tradition mit al-Chidr identifiziert wird. Im persischen Sprachbereich wird für den sufischen Scheich häufig der im Prinzip gleichbedeutende Begriff Pīr verwendet.
Noch heute gibt es in vielen Sufi-Orden die Institution des Scheichs. Der Stand der Scheiche bildet zum Beispiel die religiöse Elite innerhalb des senegalesischen Ordens der Muridiyya. Nur wer Adepten um sich geschart hat, darf sich hier als Scheich bezeichnen. Um 1970 gab es in der Muridiyya circa 300 bis 400 Scheiche. Viele von ihnen waren mit ihren Adepten als Unternehmer in der Landwirtschaft tätig. Sufische Scheiche fungieren in der Gegenwart an vielen Orten nicht mehr so stark als spirituelle Führer, sondern als Vermittler von Baraka und „göttlicher Energie“ (faiḍ).
Schon früh gab es in den Sufi-Orden die Tendenz zur Herausbildung einer geistlichen Hierarchie. Das Oberhaupt des Ordens wurde dann als Schaich at-Tarīqa bezeichnet. In Ägypten führte Anfang des 19. Jahrhunderts Muhammad Ali Pascha im Zuge seiner Zentralisierungspolitik das Amt eines „Scheichs der Scheiche“ (šaiḫ aš-šuyūḫ) ein, der für die Aufsicht über alle Sufi-Orden zuständig war. Auf diese Weise hoffte Muhammad Ali, die Orden besser kontrollieren zu können.

### Bei Alawiten und Jesiden
Als „Scheiche“ (mašāyiḫ) werden auch die religiösen Würdenträger der Alawiten bezeichnet. Scheich kann bei den Alawiten allerdings nur werden, wer selbst aus einer Familie von Scheichen stammt, sich einer Initiation unterzogen hat und für mehrere Monate bei einem Scheich seine religiöse Ausbildung vervollkommnet hat. Eine wichtige Aufgabe der meist in Astrologie kundigen Scheiche ist es, günstige Termine für Erntebeginn, Heiraten und Kaufabschlüsse zu wählen. Daneben sind sie für die Unterhaltung der alawitischen Ziyāra-Heiligtümer zuständig und sorgen sich für die Einhaltung der Sitten in ihrer Gemeinde. Schließlich obliegt ihnen noch die Regelung von Eheschließungen, Scheidung und Erbangelegenheiten. Dafür genießen sie umgekehrt nicht nur ein hohes Ansehen, sondern auch ein beträchtliches Einkommen in Form der ihnen zukommenden Zakat.
Bei den Jesiden, die aus einem sufischen Orden, der ʿAdawīya, hervorgegangen sein könnten, bilden die Scheiche neben den Pīrs und Murīden eine der drei Erbkasten. Anders als die Pīrs, die ihren Ursprung auf die Zeit vor ʿAdī ibn Musāfir (gest. 1163) zurückführen, meinen die Scheiche, dass sowohl die Pīrs und Scheiche erst durch Scheich ʿAdī geschaffen wurden. Allen jesidischen Männern und Frauen obliegt es, sich einen Scheich und einen Pīr zu wählen. Die Kaste der Scheiche steht allerdings auf der höchsten Stufe. Das Kern- und Ursprungsgebiet der Jesiden, in dem die meisten Scheiche leben und auch ihr Heiligtum Lalisch liegt, wird nach ihnen Schaichān („Land der Scheiche“) genannt. Die Scheiche erhalten von den Murīden eine Art Almosenzahlung. Nichtentrichtung dieser Zahlung kann zum Ausschluss aus der Gemeinschaft führen. Nach innen ist die Klasse der Scheiche noch einmal in drei endogame Untergruppen unterteilt, die Schamsānīs (Nachkommen von Ēzdīna Mīr), die Ādanīs (Nachkommen von Scheich Hesen) und die Qatanīs (Nachkommen von Scheich Adīs Brüdern).

## Verwendung im deutschen Sprachraum
Laut dem etymologischen Wörterbuch von Pfeifer etablierte sich im deutschen Sprachraum Scheich für ‘arabischer Stammesfürst, Machthaber, Herrscher’ vom 17. Jahrhundert an durch Reiseliteratur zunächst in unterschiedlicher Schreibweise Schich, Schegh, Scheikh, Schaich. Ein pejorativ übertragener Gebrauch für ‘schlechter Soldat’ entwickelt sich in der Soldatensprache im 20. Jahrhundert, danach auch allgemein für ‘unangenehmer Kerl’. Ein Scheich oder eine Person, die im orientalischen Raum durch die Förderung von Erdöl zu Reichtum gekommen ist, wird umgangssprachlich auch als Ölscheich bezeichnet.
Entsprechend  wird ein Territorium mit einem Scheich als Oberhaupt oft Scheichtum genannt.